# Henrique Beaufort (cardeal)
Henrique Beaufort (em inglês:  Henry Beaufort, cerca de 1374 - 11 de abril de 1447) foi um cardeal inglês plantageneta.

## Biografia

### Início
Nascido em Chateau de Beaufort, Anjou, então domínio inglês no reino da França, era o segundo dos quatro filhos de João de Gante, duque de Lancaster, e sua amante, Catherine Roet, a esposa de Sir Hugh Swynford. Assim, era neto do rei Eduardo III da Inglaterra. Ele foi batizado no castelo onde nasceu. Seu primo, o rei Ricardo II, legitimou os quatro filhos da união em 1397, mas eles foram impedidos de sucessão ao trono. Seu sobrenome também é listado como Beaufort Lancaster. Ele foi chamado de English Cardinal ou o Cardeal de Winchester.
Estudou na Universidade de Oxford e em Aix-la-Chapelle.

### Vida eclesiástica
Eleito bispo de Lincoln em 1 de junho de 1398, foi consagrado em 14 de julho de 1398. Chanceler da Universidade de Oxford em 1399. Nomeado chanceler da Inglaterra em 1403 por seu meio-irmão, que havia tomado o trono como rei Henrique IV, ele ocupou o cargo até 1404. Transferido para a Diocese de Winchester em 19 de novembro de 1404, tomou posse da Sé em 11 de abril de 1405. Nomeado legado do Papa Gregório XII, na Inglaterra e na Irlanda em 27 de agosto de 1409. Embaixador do rei da Inglaterra na França. Chanceler da Inglaterra de novo, 1413-1417. Membro da embaixada que negociou a paz com a França em 1414. Ele fez uma peregrinação à Terra Santa, em 1417. Participou do Concílio de Constança e apoiou a autoridade suprema do papa em todos os assuntos, ele aconselhou o rei Henrique V e o Imperador Sigismundo a esperar até a eleição de um papa para preparar um programa de reforma para a igreja.

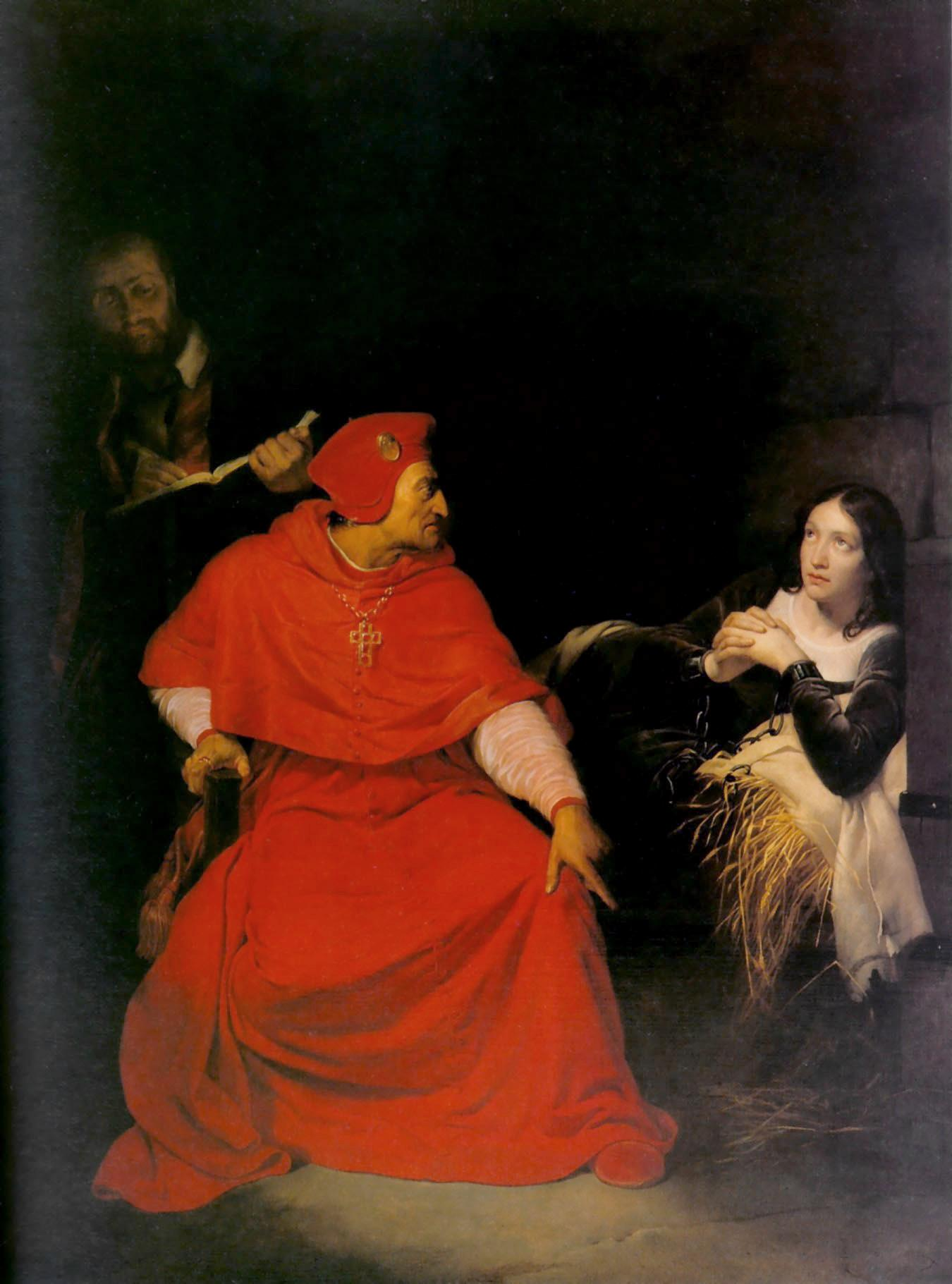
Pintura histórica por Paul Delaroche mostrando o Cardeal Beaufort interrogando Joana d'Arc na prisão.

O rei da Inglaterra proibiu-o de aceitar o cardinalato se fosse oferecido porque o monarca não queria perder os seus serviços na Inglaterra, enquanto residente na Cúria Romana. Ele apoiou a eleição do cardeal Oddone Colonna ao papado, o cardeal foi eleito no conclave de 1417 e tomou o nome de Martinho V. O novo papa nomeou-o seu legado a latere para a vida. Ele emprestou ao monarca inglês quantidade considerável de fundos para a guerra contra a França. Com a morte do rei Henrique V em 1422, o bispo Beaufort foi nomeado tutor do pequeno Henrique. Enquanto encarregado dos cuidados do futuro rei, o bispo antagonizou as políticas de Humphrey, Duque de Gloucester, que queria assegurar o trono para si mesmo. Em 1424, o bispo foi nomeado chanceler da Inglaterra, pela terceira vez.
Foi criado cardeal-presbítero no consistório de 24 de maio de 1426, recebendo o título de Santo Eusébio em 27 de maio de 1426 e mantendo a administração de sua Sé, recebeu o chapéu vermelho em 25 de março de 1427, em Calais. Nomeado pelo Papa Martinho V legado a latere no Sacro Império Romano-Germânico em 1427 para se opor à heresia Hussita. Durante a sua ausência da Inglaterra, o duque de Gloucester aumentou sua influência sobre o jovem e doente rei Henrique VI, quando ele retornou em 1428, o cardeal foi capaz de contrariar as intenções do duque e recuperou sua influência no Conselho Real. Ele era um membro do tribunal que condenou Joana d'Arc, futura santa, em Rouen.
Obteve in commendam o mosteiro Celestino de Santo Eusébio, em Roma, em 10 de julho 1431. Ele coroou seu sobrinho-neto Henrique VI de Inglaterra como rei da França na catedral de Notre-Dame, Paris, em 17 de dezembro de 1431. Mais uma vez, o duque de Gloucester tentou minar a autoridade e a influência do cardeal quando tentou expulsar o prelado do Conselho Real, alegando que um cardeal não conseguiu segurar uma Sé na Inglaterra, a alegação era infundada e, após a morte do duque de Bedford, o cardeal se tornou o membro mais influente do conselho. Em 1439 e 1440, ele tentou negociar um tratado de paz com a França, mas quando a França não demonstrou interesse, ele perseguiu a guerra com grande vigor. Torna-se o Cardeal-protopresbítero em março de 1444. Ele praticamente concluiu a estrutura da nave da catedral de Winchester, ele também restaurou a Abadia de Hyde e reconstruiu os asilos da Santa Cruz e forneceu fundos para apoiar a trinta e cinco internos, somando dois capelães e três enfermeiras.

### Caso amoroso e filha
Quando Henrique era bispo de Lincoln, ele teve um caso com, alguns acreditam, Alice Fitzalan (1378-1415), filha de Ricardo Fitzalan e Elizabeth de Bohun, embora não haja nenhuma evidência real para apoiá-la e a teoria foi combatida por Brad Verity. Ele teria sido pai de uma filha ilegítima, Jane Beaufort, em 1402, que alguns chamam a filha de Alice. Tanto Jane e seu marido Sir Edward Stradling foram nomeados no testamento do cardeal Beaufort. O casamento deles em 1423 trouxe Sir Edward para a órbita político de seu perspicaz e assertivo sogro, a quem ele pode ter devido a sua nomeação como camareiro de Gales do Sul, em dezembro de 1423, cargo que ocupou até março 1437. A ideia da mãe de Jane sendo Alice Fitzalan é, possivelmente, uma lenda dos descendentes da era Tudor de Sir Edward e Jane Stradling. Não há nenhuma documentação entre os séculos XIV e XV para apoiar este caso em tudo e a documentação sobrevivente inteiramente absolve-o dessa acusação. No entanto, uma conexão de sangue com o cardeal Beaufort representaria prestígio, independentemente da mãe ou do seu estado civil. Sir Edward e Jane eram ancestrais de John Quincy Adams, 6 º Presidente dos Estados Unidos.

### Morte
O Cardeal Beaufort morreu em 11 de abril de 1447 e foi enterrado em um túmulo na catedral de Winchester. Ele sofria de delírio em seu leito de morte e, com ele alucinado, segundo a lenda, ofereceu à Morte todo o tesouro da Inglaterra em troca de viver um pouco mais.

## Conclaves
- Conclave de 1431 - não participou da eleição do Papa Eugênio IV
- Conclave de 1447 - não participou da eleição do Papa Nicolau V